# Condado de Calhoun (Carolina do Sul)
O Condado de Calhoun é um dos 46 condados do estado americano da Carolina do Sul. A sede do condado é St. Matthews, e sua maior cidade é St. Matthews. O condado possui uma área de 1 016 km² (dos quais 31 km² estão cobertos por água), uma população de 15 185 habitantes, e uma densidade populacional de 15 hab/km² (segundo o censo nacional de 2000). O condado foi fundado em 1908.